# Raquel Sosa Elízaga
Raquel Sosa Elízaga ist Doktorin in Geschichte und Professorin am Zentrum für Lateinamerikaforschung der Politischen und Sozialwissenschaftlichen Fakultät an der Nationalen Autonomen Universität Mexikos (UNAM). Sie ist vor allem durch ihre politische Betätigung unter Andrés Manuel López Obrador und ihre Beiträge zu sozialer Ungleichheit bekannt geworden.

## Leben
Von 1995 bis 1997 war sie Vorsitzende der Asociación Latinoamericana de Sociología. Von 2000 bis 2006 war sie Sekretärin für Soziale Entwicklung in Mexiko-Stadt und gilt bis heute als enge Vertraute von Andrés Manuel López Obrador.

## Veröffentlichungen
- Las ciencias sociales en América Latina, 1997
- Exclusión social y conocimiento, 2002
- América Latina. Los desafíos del pensamiento crítico, 2004

### Onlineliteratur
- Exclusión y resistencia: sendas mexicanas (Memento vom 27. September 2007 im Internet Archive) – Artikel in der Revista venezolana de economía y ciencias sociales (PDF-Datei; 100 kB)
- La construcción del miedo - Episodios de la guerra contra el gobierno de la ciudad de México – Artikel in der Revista del Observatorio Social de América Latina (PDF-Datei; 65 kB)
- Herencias y retos del conocimiento en América Latina – SciElo Brazil

| Personendaten    | Personendaten                                                   |
| ---------------- | --------------------------------------------------------------- |
| NAME             | Sosa Elízaga, Raquel                                            |
| KURZBESCHREIBUNG | mexikanische Soziologin, Professorin für Lateinamerikaforschung |
| GEBURTSDATUM     | 20. Jahrhundert                                                 |